# Liste der grönländischen Energieminister
Die Liste der grönländischen Energieminister listet alle grönländischen Energieminister.
Einen Energieminister gab es erstmals explizit 2016.
| Antritt          | Abgang          | Minister                          | Leben  | Partei            | Regierung       | evtl. übergeordnetes Ministerium |
| ---------------- | --------------- | --------------------------------- | ------ | ----------------- | --------------- | -------------------------------- |
| 27. Oktober 2016 | 24. April 2017  | Vittus Qujaukitsoq                | * 1971 | Siumut            | Kielsen II      |                                  |
| 24. April 2017   | 15. Mai 2018    | Hans Enoksen                      | * 1956 | Partii Naleraq    | Kielsen II      |                                  |
| 15. Mai 2018     | 9. April 2019   | Aqqalu Jerimiassen                | * 1986 | Atassut           | Kielsen III, IV |                                  |
| 9. April 2019    | 10. April 2019  | Karl Frederik Danielsen (interim) | * 1971 | Siumut            | Kielsen V       |                                  |
| 10. April 2019   | 29. Mai 2020    | Jess Svane                        | * 1959 | Siumut            | Kielsen V       |                                  |
| 29. Mai 2020     | 8. Februar 2021 | Steen Lynge                       | * 1963 | Demokraatit       | Kielsen VI      |                                  |
| 8. Februar 2021  | 23. April 2021  | Kim Kielsen (interim)             | * 1966 | Siumut            | Kielsen VI      |                                  |
| 23. April 2021   | amtierend       | Kalistat Lund                     | * 1959 | Inuit Ataqatigiit | Egede I, II     |                                  |